# Jamie Raskin
Jamin Ben Raskin dit Jamie Raskin, né le 13 décembre 1962 à Washington, D.C., est un homme politique américain, élu démocrate du Maryland à la Chambre des représentants des États-Unis depuis les élections de 2016.

## Biographie

### Jeunesse et débuts en politique
Jamie Raskin est originaire de Washington, D.C.. Il grandit dans le quartier d'Adams Morgan. Son père, Marcus Raskin (en), a travaillé dans l'administration Kennedy avant de fonder l'Institute for Policy Studies, un think tank progressiste. Sa mère, Barbara Raskin, est une auteure féministe. Après des études en gouvernement au Harvard College et un doctorat de la faculté de droit de Harvard, il devient avocat et professeur de droit à l'université. Il enseigne notamment le droit constitutionnel à l'American University.
Il est élu sénateur du Maryland en 2006 dans le 20e district, qui comprend une partie du comté de Montgomery dont les villes de Silver Spring et Takoma Park. Au Sénat de l'État, il se forge une réputation de progressiste : il se bat contre la peine de mort, pour le mariage homosexuel, l'interdiction des armes semi-automatiques et le cannabis médical. Il est membre de l'assemblée pendant 10 ans.

### Représentant des États-Unis
En 2016, il se présente à la Chambre des représentants des États-Unis dans le 8e district du Maryland où le démocrate sortant Chris Van Hollen est candidat au Sénat. Candidat le plus à gauche de la primaire démocrate, il est considéré comme l'un des favoris avec l'homme d'affaires David Trone et la journaliste télé Kathleen Matthews. Trone dépense 12 millions de dollars de sa fortune personnelle durant la primaire qui devient, avec près de 20 millions de dollars de fonds levés, la plus chère du pays. Raskin remporte la primaire avec 34 % des voix, devançant Trone (27 %), Matthews (24 %) et six autres candidats. Dans un district qui compte deux fois plus de démocrates que de républicains, il est le favori pour l'élection de novembre. Il est élu représentant avec 59,3 % face au républicain Dan Cox (35,6 %). Deux jours après son élection, il démissionne du Sénat du Maryland. Au Congrès, il prend la vice-présidence du Congressional Progressive Caucus, qui regroupe l'aile gauche du parti.
Raskin est facilement reconduit pour un second mandat lors des élections de 2018, qui voient les démocrates redevenir majoritaires à la Chambre des représentants. Lors du 116e congrès, il est élu représentant du leadership du caucus démocrate (en anglais : caucus leadership representative) face à sa collègue Terri Sewell. Son poste consiste à représenter les membres juniors du groupe démocrate (élus depuis moins de cinq mandats) au sein de la direction du groupe.
Lors du 117e congrès, il est nommé par Nancy Pelosi pour être l'un des neufs membres de la commission d'enquête parlementaire sur l'assaut du Capitole du 6 janvier.
Après que Donald Trump ait affirmé que les membres de la commission d'enquête sur le 6 janvier devraient faire l'objet de poursuites judiciaires, il reçoit une grâce préventive destinée à empêcher de telles poursuites de la part de Joe Biden le 20 janvier 2025, dernier jour de sa présidence,.

### Vie privée
Jammie Raskin est juif. Il est marié à Sarah Bloom Raskin (en), adjointe au secrétaire du Trésor des États-Unis. Ils ont trois enfants. Le 31 décembre 2020, Raskin annonce que son fils Thomas (Tommy), étudiant en deuxième année de droit à Harvard, est décédé à l'age de vingt-cinq ans.

## Historique électoral

### Chambre des représentants des États-Unis
| Année | Jamie Raskin | Républicain | Vert   | Libertarien |
| ----- | ------------ | ----------- | ------ | ----------- |
| Année |              |             |        |             |
| 2016  | 60,57 %      | 34,21 %     | 3,07 % | 2,00 %      |
| 2018  | 68,17 %      | 30,23 %     | –      | 1,52 %      |